# Miomero

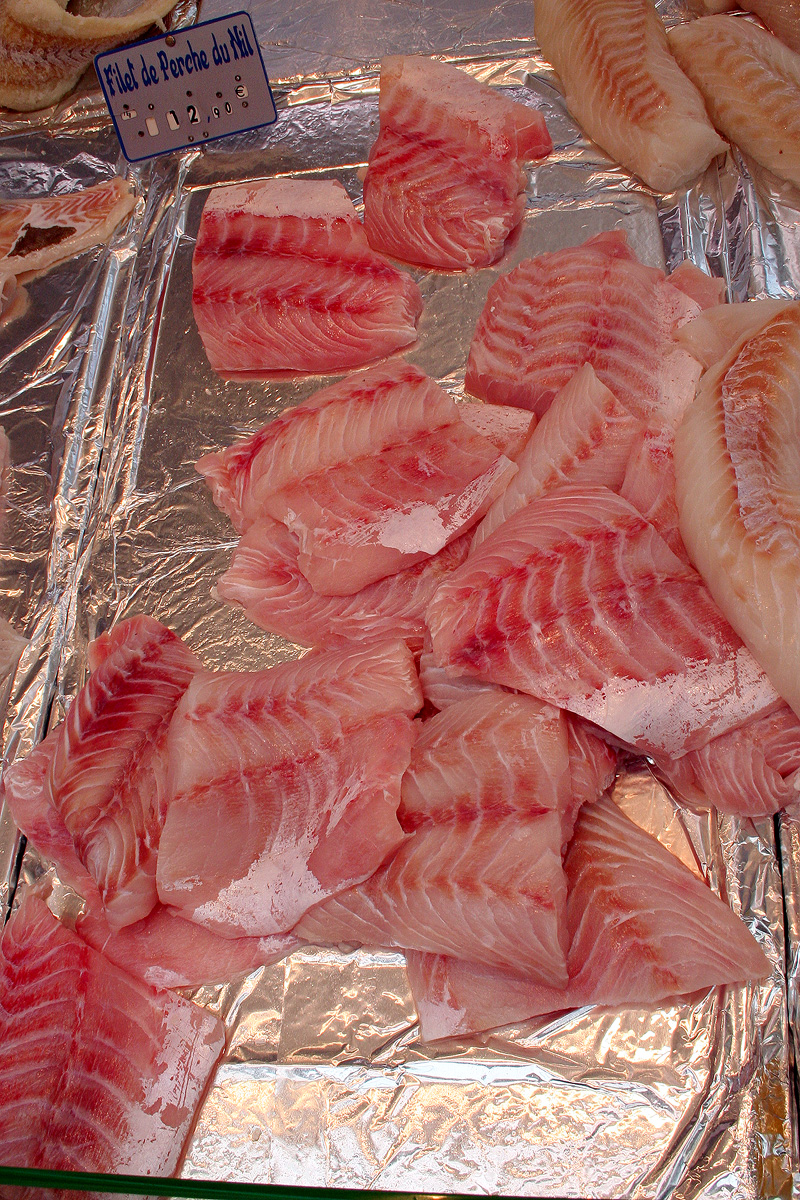
Filetti di persico del Nilo (Lates niloticus). Sono visibili i segmenti muscolari che formano i miomeri

I miomeri sono dei segmenti di tessuto muscolare scheletrico presenti in pesci e cefalocordati. Hanno una forma a V o a W ed un andamento a zig-zag. Ogni miomero è separato da quello adiacente da fibre di tessuto connettivo che formano i miosetti. Spesso i miomeri vengono utilizzati per l'identificazione delle specie dei pesci, in quanto il loro numero corrisponde al numero delle vertebre.

## Struttura
I miomeri sono costituiti da due tipi di fibre, le rosse e le bianche. Le prime presentano una maggiore quantità di mioglobina e mitocondri e sono più resistenti alla fatica. Le fibre bianche, invece, si contraggono più velocemente ma sono meno resistenti. Le percentuali delle due fibre sono diverse in base allo stile di vita dei pesci: quelli che conducono una vita tranquilla, in prossimità del fondo e che compiono solo piccoli spostamenti presentano percentuali maggiori di fibre bianche; al contrario, pesci forti nuotatori e cacciatori attivi hanno percentuali maggiori di fibre rosse.
Per quanto riguarda la fisiologia animale, i miomeri rappresentano l'insieme di muscoli innervati dalle radici anteriori quindi motorie di un singolo nervo spinale. Ad esempio, il miomero della radice anteriore (quindi motoria) di "C5", cioè della quinta vertebra cervicale, corrisponde ai muscoli Grande Romboide, Piccolo Romboide, Sovraspinato e parte dei muscoli Elevatore della scapola, Dentato Anteriore, Succlavio, Coracobrachiale, Deltoide, Infraspinato, Sottoscapolare, Grande Rotondo, Grande Dorsale, Grande Pettorale, Bicipite Brachiale e Brachiale. Questi quindi sono tutti i muscoli che sono innervati dal nervo spinale C5, che parte dalla radice anteriore C5 e che costituiscono quindi il miomero C5.